# ریاضی آناند
ریاضی آناند (به انگلیسی: Anand Math) فیلمی هندی محصول سال ۱۹۵۲ و به کارگردانی دو آناند است. در این فیلم بازیگرانی همچون پریتویراج کاپور، بهارات بوشان، پرادیپ کومار، گیتا بالی و آجیت خان ایفای نقش کرده‌اند.